# Nangra assamensis
Nangra assamensis är en fiskart som beskrevs av Nibedita Sen och Biswas, 1994. Nangra assamensis ingår i släktet Nangra och familjen Sisoridae. IUCN kategoriserar arten globalt som livskraftig. Inga underarter finns listade i Catalogue of Life.